# Le Thoult-Trosnay
Le Thoult-Trosnay est une commune française, située dans le département de la Marne en région Grand Est.

## Géographie

### Localisation

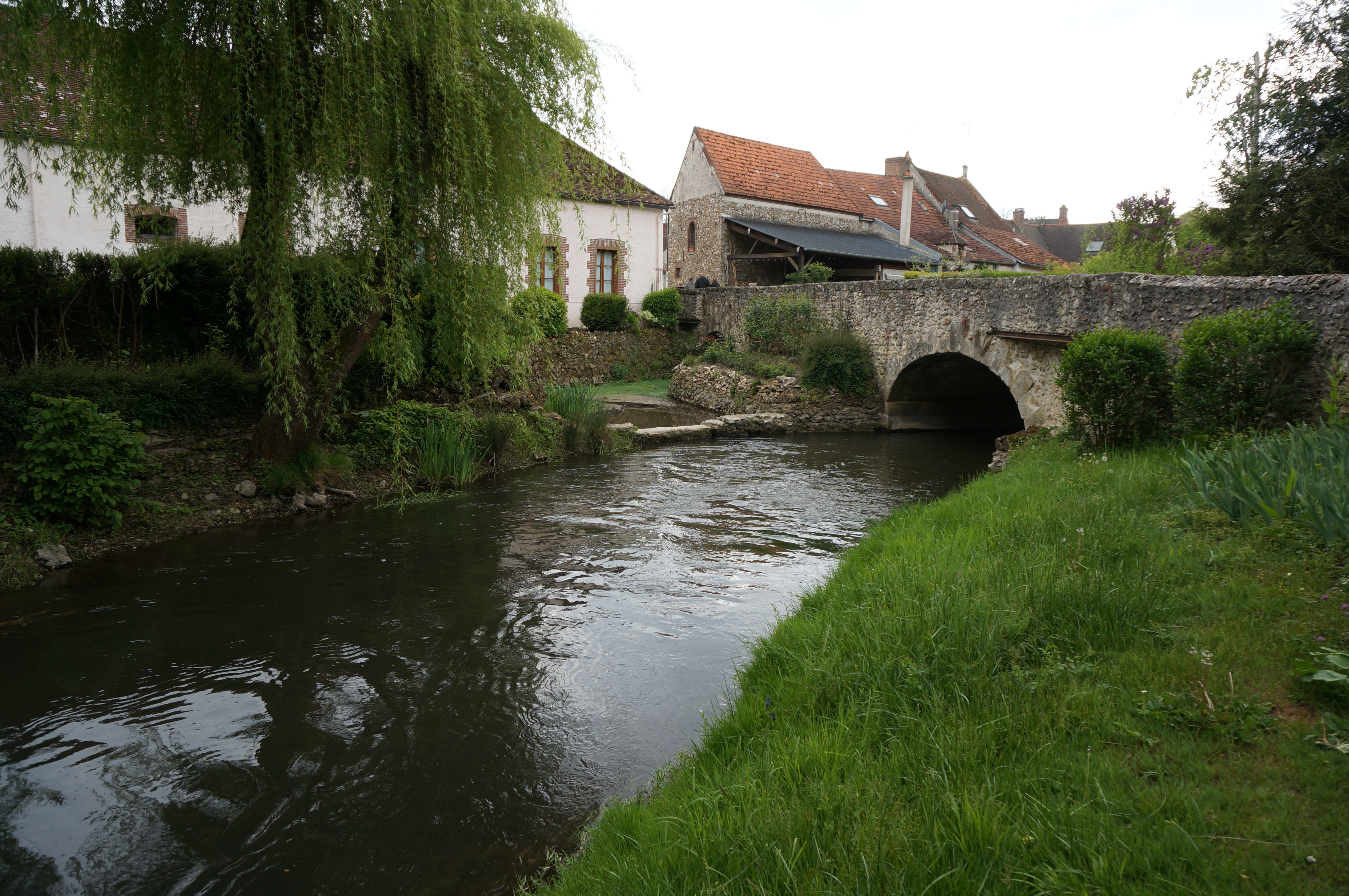
Le village du Thoult, traversé par le Petit Morin.

Le Thoult-Trosnay se trouve au sud-ouest du département de la Marne, en région Grand Est. La commune appartient à la région agricole de la Brie champenoise.
La commune de Le Thoult-Trosnay s'étend sur une superficie de 1 489 hectares. Sur son territoire, l'altitude varie de 132 à 232 mètres. Le relief est marqué au nord par le plateau de la Brie et au sud par la vallée du Petit Morin, rivière qui traverse le village du Thoult. Le point culminant de la commune se trouve au nord-ouest de son territoire, dans le Bois du Toult.
Par la route, Le Thoult-Trosnay se situe à 55 km de Châlons-en-Champagne, préfecture, à 34 km d'Épernay, sous-préfecture, et à 16 km de Sézanne, bureau centralisateur du canton de Sézanne-Brie et Champagne dont dépend Le Thoult-Trosnay depuis 2015. La commune fait en outre partie du bassin de vie de Montmirail, commune distante de 14 km par la route.
Le Thoult-Trosnay est limitrophe de 6 communes :
| Janvilliers     | Fromentières   |        |
| Vauchamps       | Thoult-Trosnay | Bannay |
| Boissy-le-Repos | Corfélix       |        |

### Hydrographie

#### Réseau hydrographique

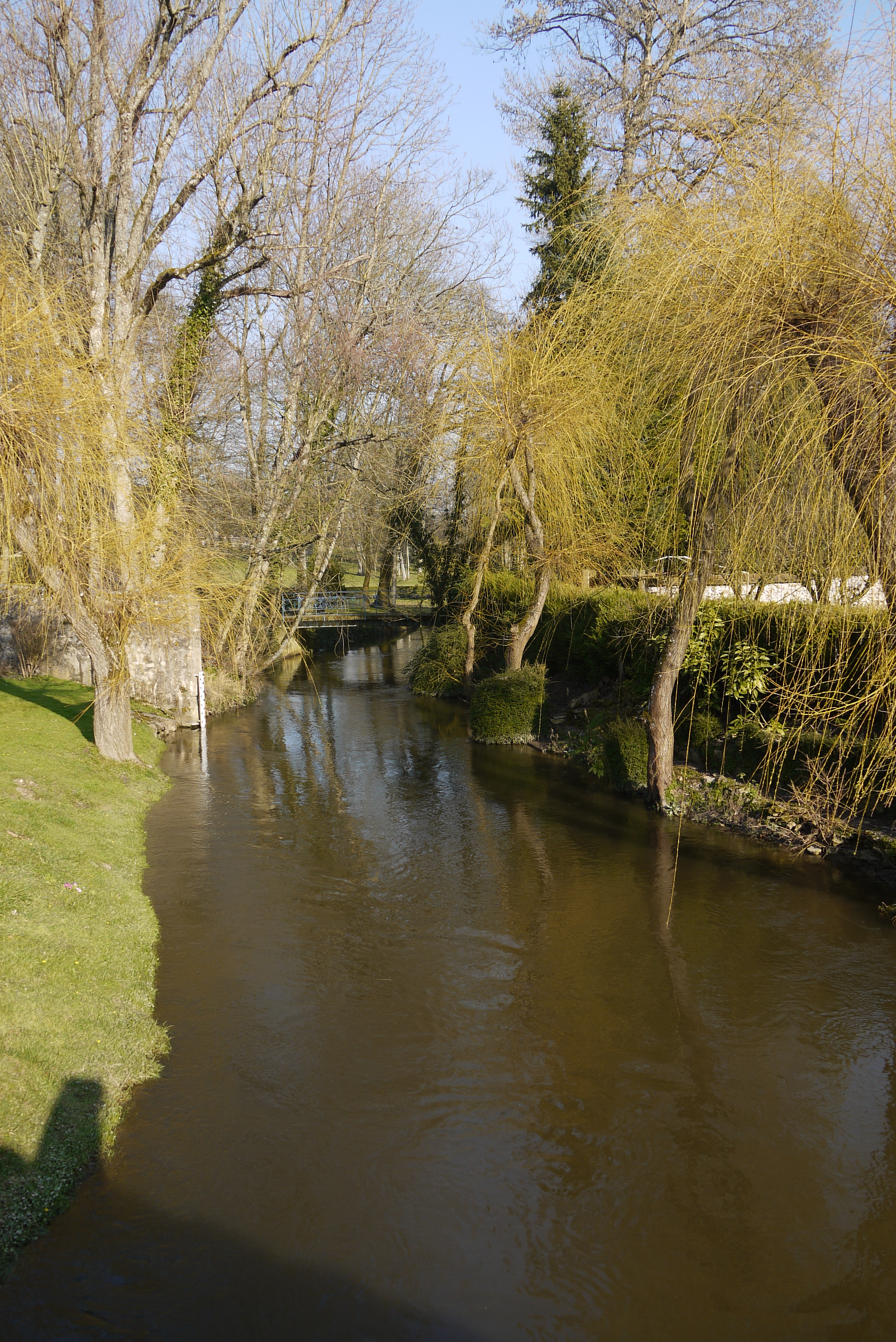
Le Petit Morin au Thoult-Trosnay.

La commune est dans la région hydrographique « la Seine de sa source au confluent de l'Oise (exclu) » au sein du bassin Seine-Normandie. Elle est drainée par le Petit Morin, le cours d'eau 01 du Bois de Trosnay, le Fossé 02 de la Bourgogne, le Fossé 02 du Bois de Trosnay, le ru de Bannay et le ru de la Bourgogne,.
Le Petit Morin, d'une longueur de 86 km, prend sa source dans la commune de Val-des-Marais et se jette dans la Marne à La Ferté-sous-Jouarre, après avoir traversé 29 communes. Les caractéristiques hydrologiques de le Petit Morin sont données par la station hydrologique située sur la commune. Le débit moyen mensuel est de 1,06 m3/s. Le débit moyen journalier maximum est de 11,6 m3/s, atteint lors de la crue du 3 février 2020. Le débit instantané maximal est quant à lui de 13,2 m3/s, atteint le 5 mars 2020.
Deux plans d'eau complètent le réseau hydrographique : le plan d'eau 1 du Bois des Fourches, d'une superficie totale de 3,5 ha (3,5 ha sur la commune) et l'étang Fromentières, d'une superficie totale de 0,4 ha (0,4 ha sur la commune),.

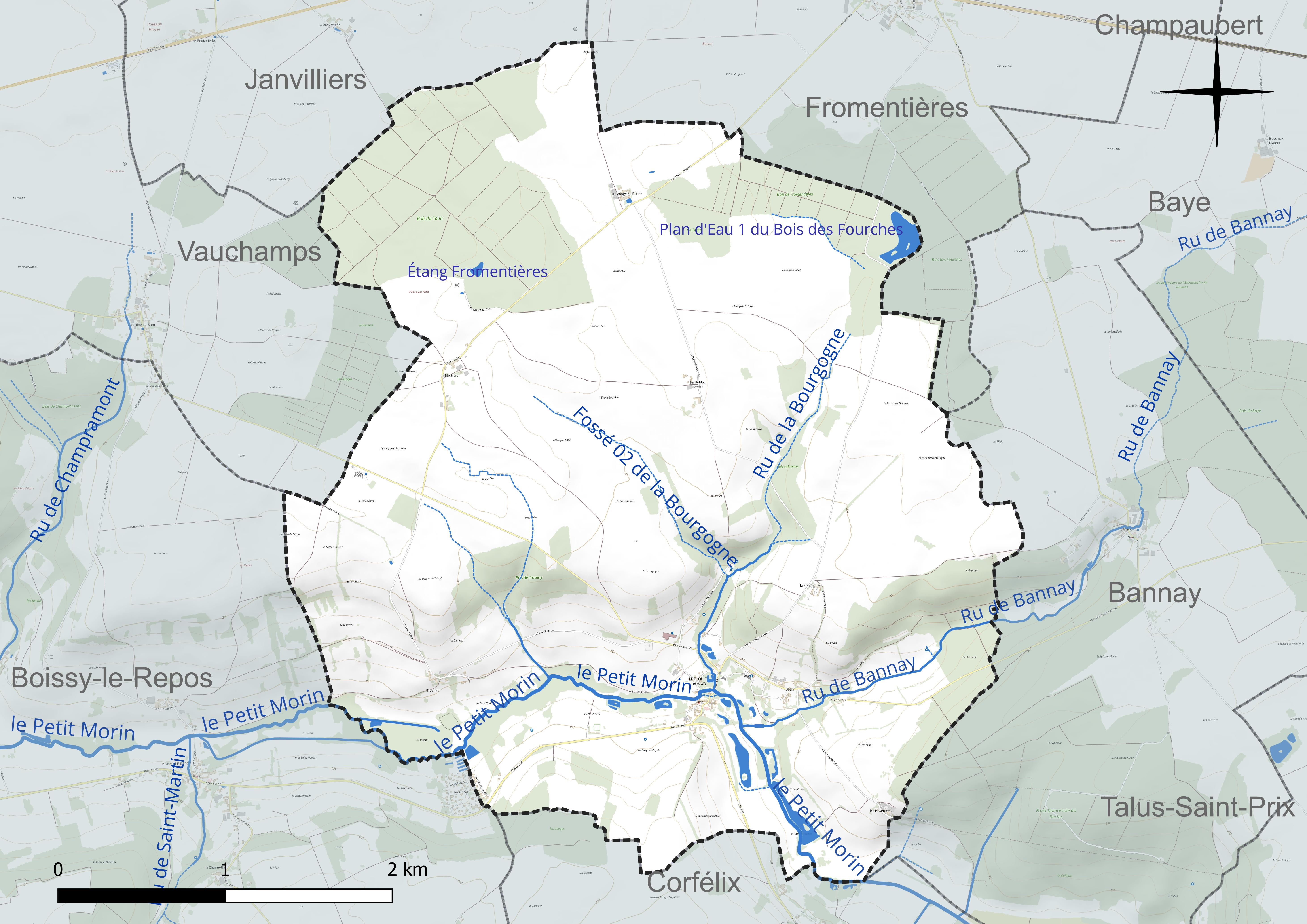
Réseau hydrographique du Thoult-Trosnay.

#### Gestion et qualité des eaux
Le territoire communal est couvert par le schéma d'aménagement et de gestion des eaux (SAGE) « Petit et Grand Morin ». Ce document de planification concerne le territoire des bassins versants du Petit Morin (630 km2) et du Grand Morin (1 185 km2) et se répartit sur trois départements (la Marne, l'Aisne et la Seine-et-Marne). Il a été approuvé le 21 octobre 2016. La structure porteuse de l'élaboration et de la mise en œuvre est le Syndicat mixte d'aménagement et de gestion des eaux (SMAGE) - EPAGE. 
La qualité des cours d’eau peut être consultée sur un site dédié géré par les agences de l’eau et l’Agence française pour la biodiversité. 

### Climat
Pour des articles plus généraux, voir Climat du Grand Est et Climat de la Marne.
En 2010, le climat de la commune est de type climat océanique dégradé des plaines du Centre et du Nord, selon une étude du Centre national de la recherche scientifique s'appuyant sur une série de données couvrant la période 1971-2000. En 2020, Météo-France publie une typologie des climats de la France métropolitaine dans laquelle la commune est exposée à un climat océanique altéré et est dans la région climatique  Nord-est du bassin Parisien, caractérisée par un ensoleillement médiocre, une pluviométrie moyenne régulièrement répartie au cours de l’année et un hiver froid (3 °C). 
Pour la période 1971-2000, la température annuelle moyenne est de 10,5 °C, avec une amplitude thermique annuelle de 15,4 °C. Le cumul annuel moyen de précipitations est de 744 mm, avec 12,3 jours de précipitations en janvier et 8,3 jours en juillet. Pour la période 1991-2020, la température moyenne annuelle observée sur la station météorologique de Météo-France la plus proche, « Esternay-Man », sur la commune d'Esternay à 16 km à vol d'oiseau, est de 10,9 °C et le cumul annuel moyen de précipitations est de 780,5 mm. 
La température maximale relevée sur cette station est de 42,5 °C, atteinte le 25 juillet 2019 ; la température minimale est de −25 °C, atteinte le 14 février 1956,,. 
Les paramètres climatiques de la commune ont été estimés pour le milieu du siècle (2041-2070) selon différents scénarios d'émission de gaz à effet de serre à partir des nouvelles projections climatiques de référence DRIAS-2020. Ils sont consultables sur un site dédié publié par Météo-France en novembre 2022.

### Milieux naturels et biodiversité
L'Inventaire national du patrimoine naturel (INPN) recense 353 espèces sur le territoire de la commune, dont 42 espèces protégées et 9 espèces menacées.
Le Thoult-Trosnay compte une zone naturelle d'intérêt écologique, faunistique et floristique (ZNIEFF) de type I, le « vallon boisé du ru aux Renards entre Bannay et Belin », à l'est de la commune. Le fond de ce vallon est occupé par divers habitats : une aulnaie-frênaie autour du ru aux Renards, une aulnaie marécageuse autour de sources et une chênaie-frênaie en bas des pentes. La pente exposée au nord-ouest est couverte par une forêt mésoneutrophile diverse (chêne pédonculé, érable champêtre, frêne, merisier, orme de montagne, tilleul à grandes feuilles). Son tapis herbacé, abondant en ornithogale des Pyrénées, est remarquable par la présence de l'épipactis pourpre noirâtre et l'hellébore vert. À l'opposé, la pente exposée au sud-est accueille une pelouse pâturée mésophile.

## Urbanisme

### Typologie
Au 1er janvier 2024, Le Thoult-Trosnay est catégorisée commune rurale à habitat dispersé, selon la nouvelle grille communale de densité à sept niveaux définie par l'Insee en 2022.
Elle est située hors unité urbaine. Par ailleurs la commune fait partie de l'aire d'attraction de Montmirail, dont elle est une commune de la couronne,. Cette aire, qui regroupe 19 communes, est catégorisée dans les aires de moins de 50 000 habitants,.

### Occupation des sols
L'occupation des sols de la commune, telle qu'elle ressort de la base de données européenne d’occupation biophysique des sols Corine Land Cover (CLC), est marquée par l'importance des territoires agricoles (75,6 % en 2018), une proportion identique à celle de 1990 (75,6 %). La répartition détaillée en 2018 est la suivante : terres arables (63,1 %), forêts (24,4 %), prairies (8,7 %) et zones agricoles hétérogènes (3,8 %).
L'évolution de l’occupation des sols de la commune et de ses infrastructures peut être observée sur les différentes représentations cartographiques du territoire : la carte de Cassini (XVIIIe siècle), la carte d'état-major (1820-1866) et les cartes ou photos aériennes de l'IGN pour la période actuelle (1950 à aujourd'hui).

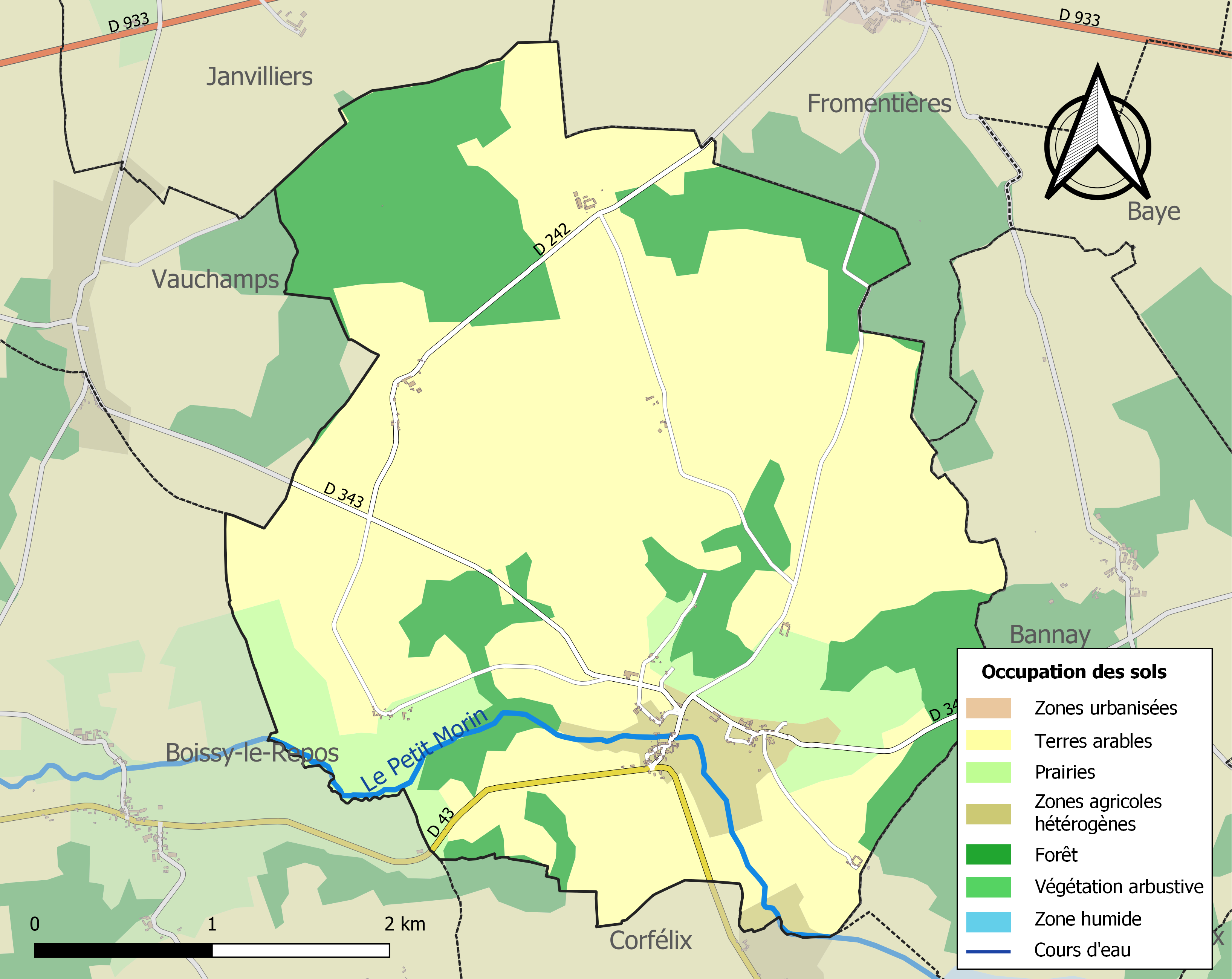
Carte des infrastructures et de l'occupation des sols de la commune en 2018 (CLC).

### Hameaux et écarts

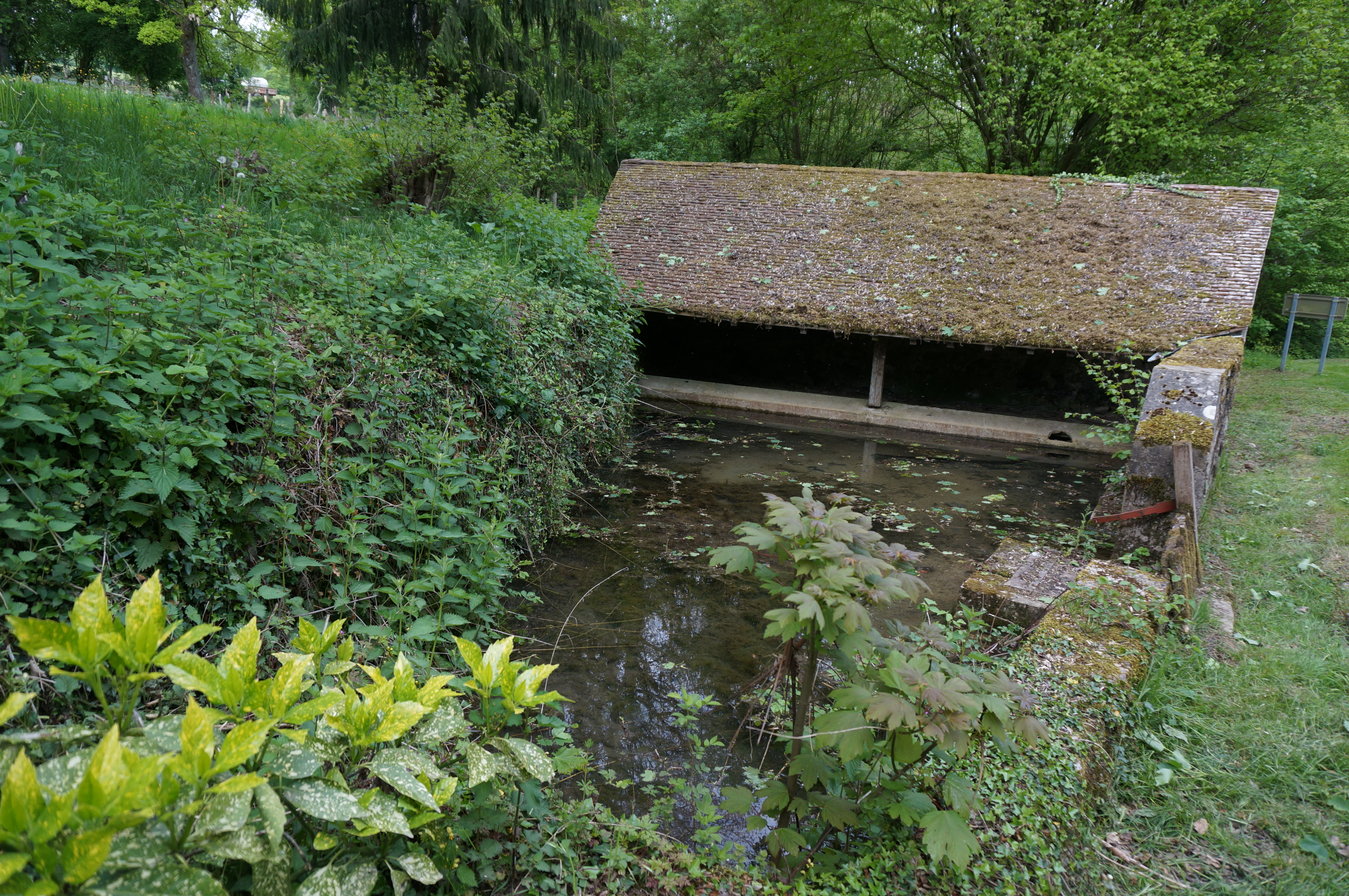
Le lavoir de Belin.

Outre le bourg de le Thoult, la commune compte sept hameaux et écarts.
Dans la vallée du Petit Morin, on trouve les hameaux de Trosnay à l'ouest et de Belin à l'est. La vallée est surplombée par les écarts de la Briqueterie à l'est et les Pisserottes au sud-est de la commune. Sur le plateau, au nord, on trouve enfin les écarts de la Grange au Prêtre, la Mortière et les Petites Censes.

### Habitat et logement
En 2021, Le Thoult-Trosnay compte 73 logements. Ces logements sont à 93 % des maisons ; la commune ne comptant que 4 appartements. En raison de la prévalence des maisons, les résidences principales de Le Thoult-Trosnay disposent en moyenne de 5,4 pièces.
Le tableau ci-dessous présente une comparaison de quelques indicateurs chiffrés du logement pour Le Thoult-Trosnay, la communauté de communes de la Brie champenoise (CCBC), le département de la Marne et la France entière :
|                                                            | Le Thoult-Trosnay | CCBC  | Marne   | France     |
| ---------------------------------------------------------- | ----------------- | ----- | ------- | ---------- |
| Ensemble des logements                                     | 73                | 4 109 | 300 919 | 37 155 918 |
| Part des résidences principales (en %)                     | 63,3              | 80,9  | 87,5    | 82,2       |
| Part des résidences secondaires (en %)                     | 35,4              | 9,3   | 3,4     | 9,7        |
| Part des logements vacants (en %)                          | 1,4               | 9,8   | 9,1     | 8,1        |
| Part des propriétaires de leur résidence principale (en %) | 82,2              | 69,2  | 52,2    | 57,5       |

Au Thoult-Trosnay, 63,3 % des logements sont en 2021 des résidences principales, 35,4 % des résidences secondaires et 1,4 % des logements vacants. Par ailleurs, 82,2 % des ménages sont propriétaires de leur résidence principale. Le Thoult-Trosnay se démarque ainsi par un nombre élevé de résidences secondaires et de ménages propriétaires de leur résidence principale.
Parmi les 46 résidences principales construites avant 2019, 57,8 % avaient été construites avant 1919, 8,9 % entre 1919 et 1945, 4,4 % entre 1946 et 1970, 13,3 % entre 1971 et 1990, 11,1 % entre 1991 et 2005 et 4,4 % depuis 2006.
Le tableau ci-dessous présente l'évolution du nombre de logements sur le territoire de la commune, par catégorie, depuis 1968 :
|                        | 1968 | 1975 | 1982 | 1990 | 1999 | 2010 | 2015 | 2021 |
| ---------------------- | ---- | ---- | ---- | ---- | ---- | ---- | ---- | ---- |
| Résidences principales | 34   | 30   | 34   | 35   | 37   | 42   | 45   | 46   |
| Résidences secondaires | 19   | 30   | 30   | 26   | 26   | 24   | 21   | 26   |
| Logements vacants      | 7    | 4    | 2    | 6    | 7    | 8    | 8    | 1    |
| Total                  | 60   | 64   | 66   | 67   | 70   | 74   | 74   | 73   |

## Toponymie
La commune est formée en 1844 par l'union des anciennes communes de « Le Thoult » (parfois orthographié « Le Toult ») et de Trosnay.
Le Thoult est attesté sous les formes Tulum (1171) ; Thou (1194) ; Tou (1205) ; Le Tor (vers 1222) ; Le Tou (fin du XIIIe siècle) ; Le Toul, Toul, le Tour (vers 1300) ; Tullum (1407) ; Le Thoul (1503) ; Le Thou (1546) ; Thou-en-Brie (1560) ; Le bourg du Tour (1629) ; Le Thou (1646) ; Le Thout (XVIIIe siècle).
Le nom de Le Thoult est interprété comme venant d'une racine prélatine tol, tal, du gaulois *tullo signifiant « gonflement », « éminence, mont ». En allemand : Tull. En lorrain roman Toue désignait une « hauteur, une élévation ». L'article est tardif.
Trosnay est attesté sous les formes « Trusnedum in pago Brociacensi » (790) ; Trosnai (vers 1222) ; Troinai (1238) ; Troinoi (1244) ; Tronoy (1311) ; Tronay (1374) ; Trotnay (1375) ; Troinay, Troynay (1399) ; Tronayum (1422) ; Tronay-en-Brie (1459) ; Tronay-en-Champagne (1493) ; Le Trosnay (1538).
Trosnay est formé sur le nom latin ou roman du troène.

## Histoire

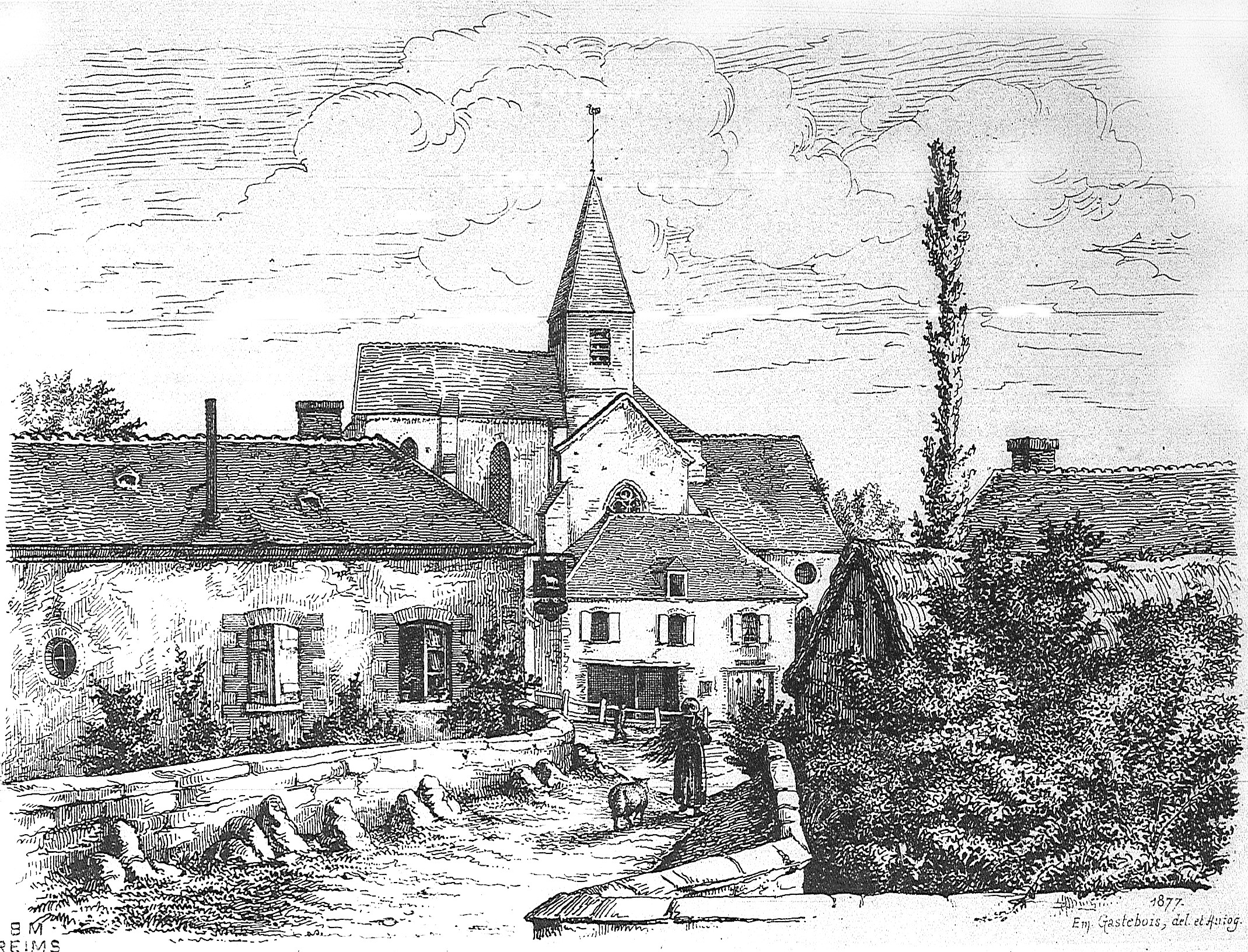
Le village après la Guerre de 1870, par Gastebois.

Deux petits châteaux se trouvent dans ce village.
Par décret du 14 novembre 1844, Le Thoult absorbe la commune voisine de Trosnay.

## Politique et administration

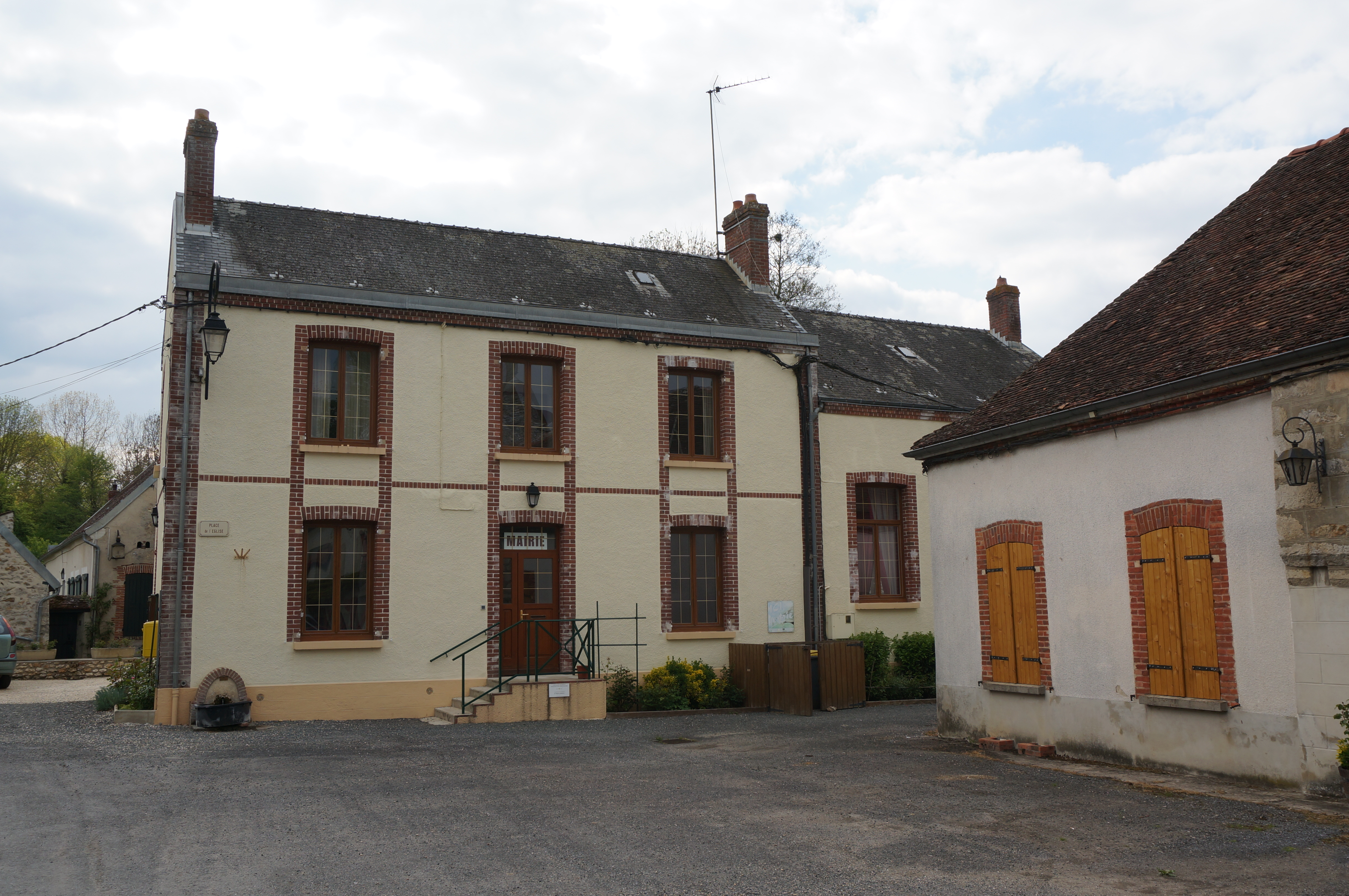
La mairie.

| Période                                                                                               | Période                      | Identité          | Étiquette | Qualité                                                                                            |
| --- | ---------------------------- | ----------------- | --------- | -------------------------------------------------------------------------------------------------- |
| Les données manquantes sont à compléter.                                                              |                              |                   |           | |
| 1894                                                                                                  | ?                            | Henry Merlin      | GD        | Avocat à Paris Sénateur de la Marne (1920 → 1941) Conseiller général de Montmirail (1901 → 1937)   |
| ? | en cours en 1910             | Benjamin Bessaque |           | |
| ? | ?                            | René Charpentier  | MRP       | Ingénieur agronome Député de la Marne (1945 → 1967) Conseiller général de Montmirail (1945 → 1964) |
| Les données manquantes sont à compléter.Madame Daniel Mulhauser Maire pendant 30 ans. Maire honoraire |                              |                   |           | |
| 2001                                                                                                  | En cours (au 4 juillet 2014) | François Robin    |           | Réélu pour le mandat 2014-2020,                                                                    |

## Équipements et services publics

### Eau et déchets
L'approvisionnement en eau potable et l'assainissement des eaux usées sont des compétences de la communauté de communes de la Brie champenoise. Le Thoult-Trosnay est alimentée en eau potable par plusieurs captages situés sur son territoire, qui alimentent également les communes environnantes. La production et la distribution d'eau potable font l'objet d'une délégation de service public confiée à Suez jusqu'en 2028. L'assainissement y est non collectif.
La communauté de communes est également compétente en matière de déchets. La collecte des ordures ménagères résiduelles (en bac) et des déchets recyclables (en sacs translucides jaunes) est réalisée en porte à porte. La communauté de commune adhérant au syndicat de valorisation des ordures ménagères de la Marne (SYVALOM), ces déchets sont amenés au centre de transfert départemental de Sézanne puis valorisés sur le site de La Veuve. La communauté de communes propose des composteurs individuels à tarif réduit pour les biodéchets. La collecte du verre et des textiles se fait en apport volontaire. Pour les autres déchets, l'unique déchèterie de la communauté de communes est située à Montmirail, dans le hameau de Maclaunay. La collecte des déchets et la gestion de la déchèterie sont confiées à des entreprises privées par marchés publics.

### Enseignement
Le Thoult-Trosnay fait partie de l'académie de Reims.
La commune dépend de l'école primaire de Fromentières,. L'école primaire Marcel Jerger est située 2 route de Montmort et accueille 113 élèves de maternelle et d'élémentaire (chiffres 2024-2025).
Les jeunes de Le Thoult-Trosnay sont ensuite rattachés au collège de la Brie champenoise à Montmirail et au lycée La Fontaine du Vé de Sézanne.

### Postes et télécommunications
Deux boîtes aux lettres de La Poste se trouvent sur le territoire de la commune : place de l'Église (Le Thoult) et rue du Château (Belin). Le bureau de poste le plus proche est l'agence communale de Baye, située à environ 6 km du Thoult-Trosnay. La commune partage toutefois son code postal (51210) avec le bureau de poste de Montmirail à 11 km.

### Justice, sécurité et secours
Du point de vue judiciaire, Le Thoult-Trosnay relève du conseil de prud'hommes d'Épernay, du tribunal de commerce de Reims, du tribunal judiciaire, du tribunal paritaire des baux ruraux et du tribunal pour enfants de Châlons-en-Champagne, dans le ressort de la cour d'appel de Reims. Pour le contentieux administratif, la commune dépend du tribunal administratif de Châlons-en-Champagne et de la cour administrative d'appel de Nancy.
Le Thoult-Trosnay est située en secteur Gendarmerie nationale et dépend de la brigade de Montmirail.
En matière d'incendie et de secours, le centre d'incendie et de secours le plus proche est celui de Montmirail, dépendant du Service départemental d'incendie et de secours (SDIS) de la Marne.

## Population et société
Les habitants de la commune sont les Thoult-Tronaisiens et les Thoult-Tronaisiennes.

### Démographie
L'évolution du nombre d'habitants est connue à travers les recensements de la population effectués dans la commune depuis 1793. Pour les communes de moins de 10 000 habitants, une enquête de recensement portant sur toute la population est réalisée tous les cinq ans, les populations de référence des années intermédiaires étant quant à elles estimées par interpolation ou extrapolation. Pour la commune, le premier recensement exhaustif entrant dans le cadre du nouveau dispositif a été réalisé en 2008.

En 2022, la commune comptait 105 habitants, en évolution de +3,96 % par rapport à 2016 (Marne : −1,19 %, France hors Mayotte : +2,11 %).
| 1793 | 1800 | 1806 | 1821 | 1831 | 1836 | 1841 | 1846 | 1851 |
| ---- | ---- | ---- | ---- | ---- | ---- | ---- | ---- | ---- |
| 305  | 287  | 375  | 276  | 342  | 350  | 357  | 369  | 405  |

| 1856 | 1861 | 1866 | 1872 | 1876 | 1881 | 1886 | 1891 | 1896 |
| ---- | ---- | ---- | ---- | ---- | ---- | ---- | ---- | ---- |
| 378  | 350  | 330  | 290  | 291  | 262  | 276  | 270  | 267  |

| 1901 | 1906 | 1911 | 1921 | 1926 | 1931 | 1936 | 1946 | 1954 |
| ---- | ---- | ---- | ---- | ---- | ---- | ---- | ---- | ---- |
| 250  | 274  | 276  | 216  | 212  | 207  | 190  | 170  | 146  |

| 1962 | 1968 | 1975 | 1982 | 1990 | 1999 | 2006 | 2008 | 2013 |
| ---- | ---- | ---- | ---- | ---- | ---- | ---- | ---- | ---- |
| 129  | 94   | 73   | 81   | 96   | 97   | 94   | 93   | 99   |

| 2018 | 2022 | - | - | - | - | - | - | - |
| ---- | ---- | - | - | - | - | - | - | - |
| 104  | 105  | - | - | - | - | - | - | - |

### Cultes
Pour le culte catholique, Le Thoult-Trosnay dépend de la paroisse Saint-Vincent-de-Paul - Montmirail, au sein du diocèse de Châlons-en-Champagne.

### Médias
La presse écrite régionale comprend le quotidien L'Union, le bi-hebdomadaire Le Pays briard et l'hebdomadaire L'Hebdo du vendredi.
Parmi les stations de radio locales, il est possible de citer Ici Champagne-Ardenne et Champagne FM.

## Culture locale et patrimoine

### Lieux et monuments
- L'église Saint-Nicolas de Le Thoult est classée monument historique en 1922[55]. Une statue en pierre calcaire de la Vierge à l'Enfant avec un donateur, datant du XVIe siècle, est également classée depuis 1908[56].
- L'ancienne église Saint-Ferréol de Trosnay, disparue[57].
- Le monument aux morts sur la place.
- Le château du Thoult date des XVIIe et XVIIIe siècles. Ses façades et toitures sont inscrites au titre des monuments historiques en 1988[58].

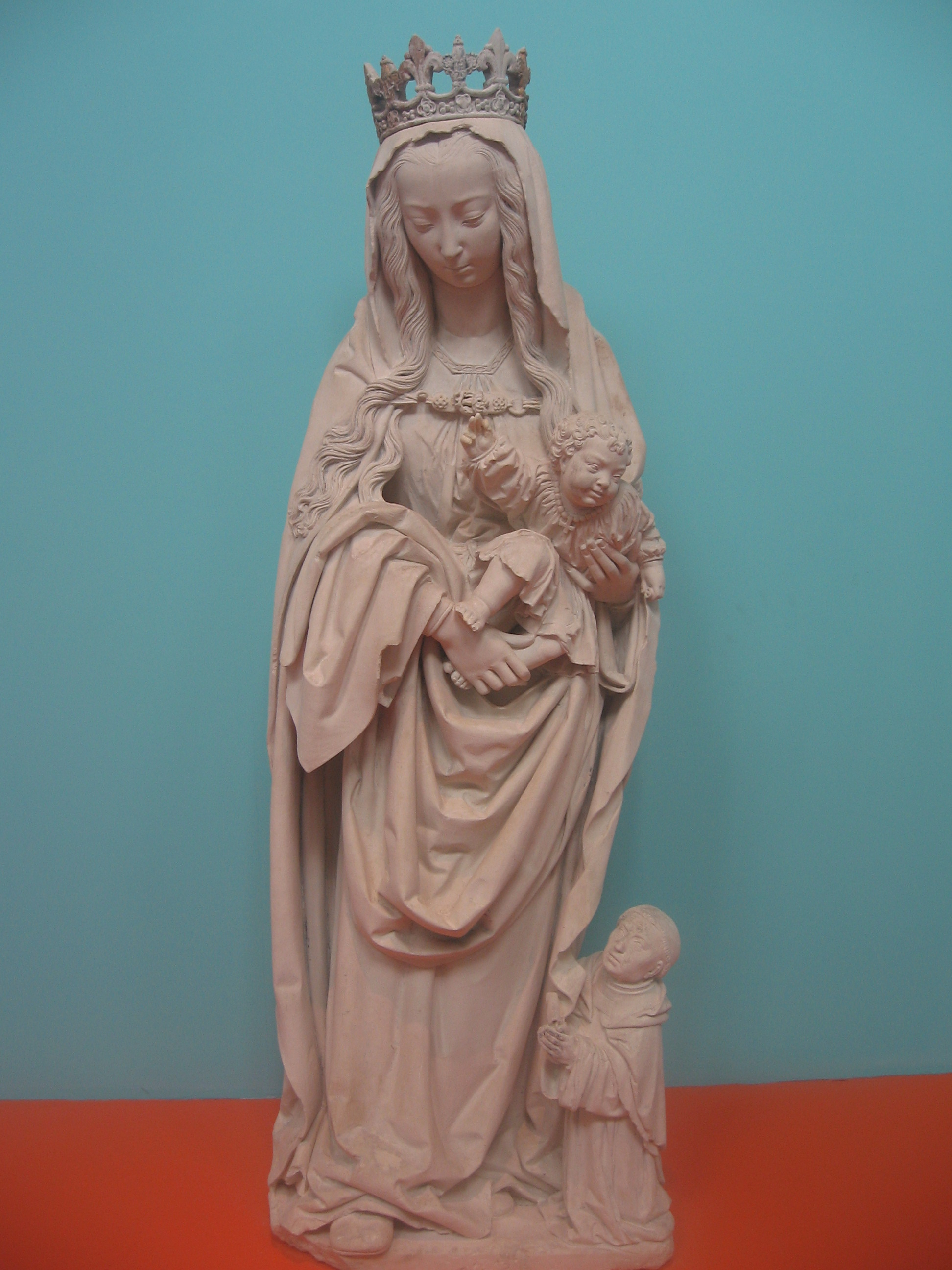
Statue de la Vierge à l'Enfant.
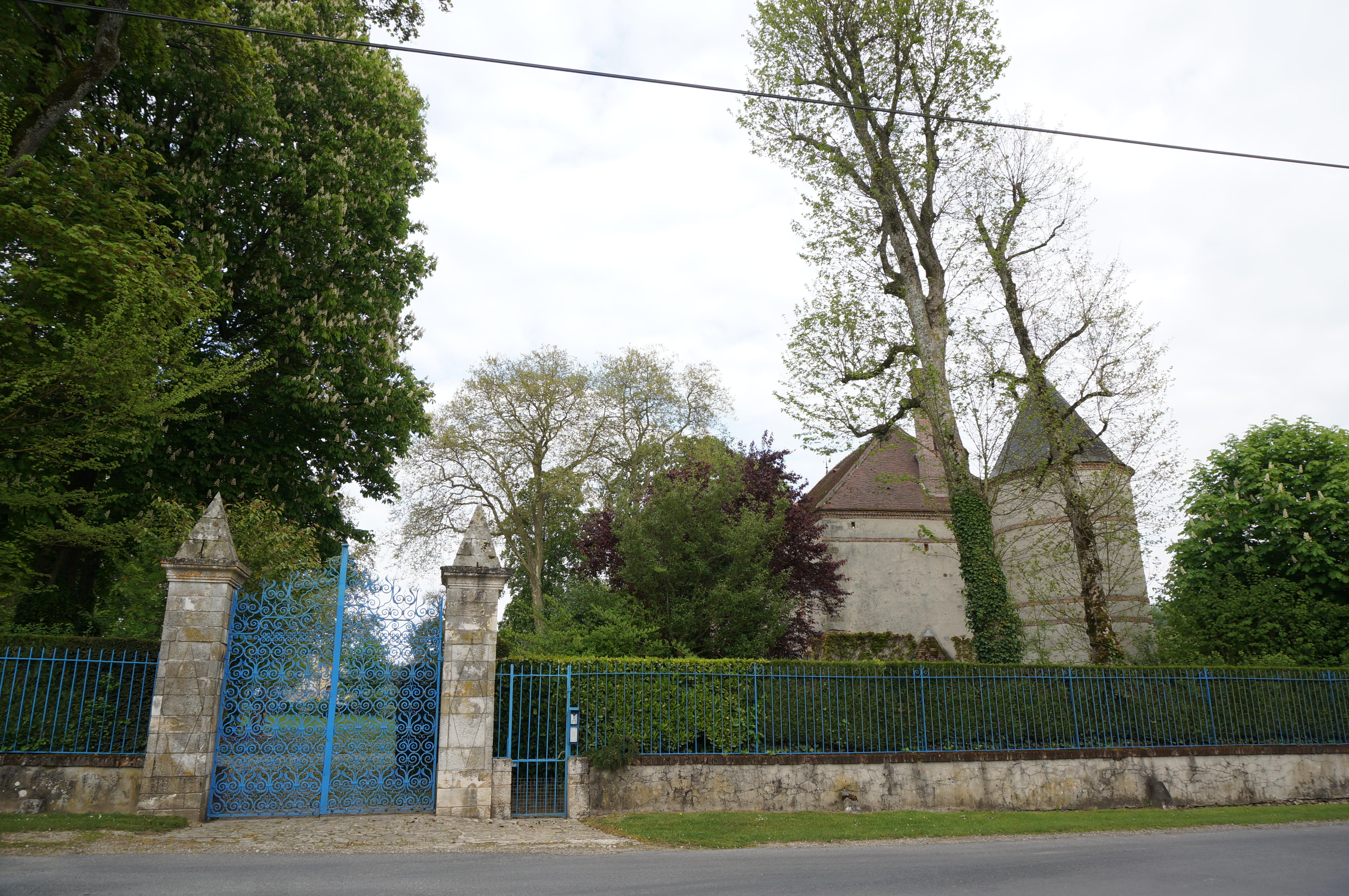
Le château avec tours, côté village.
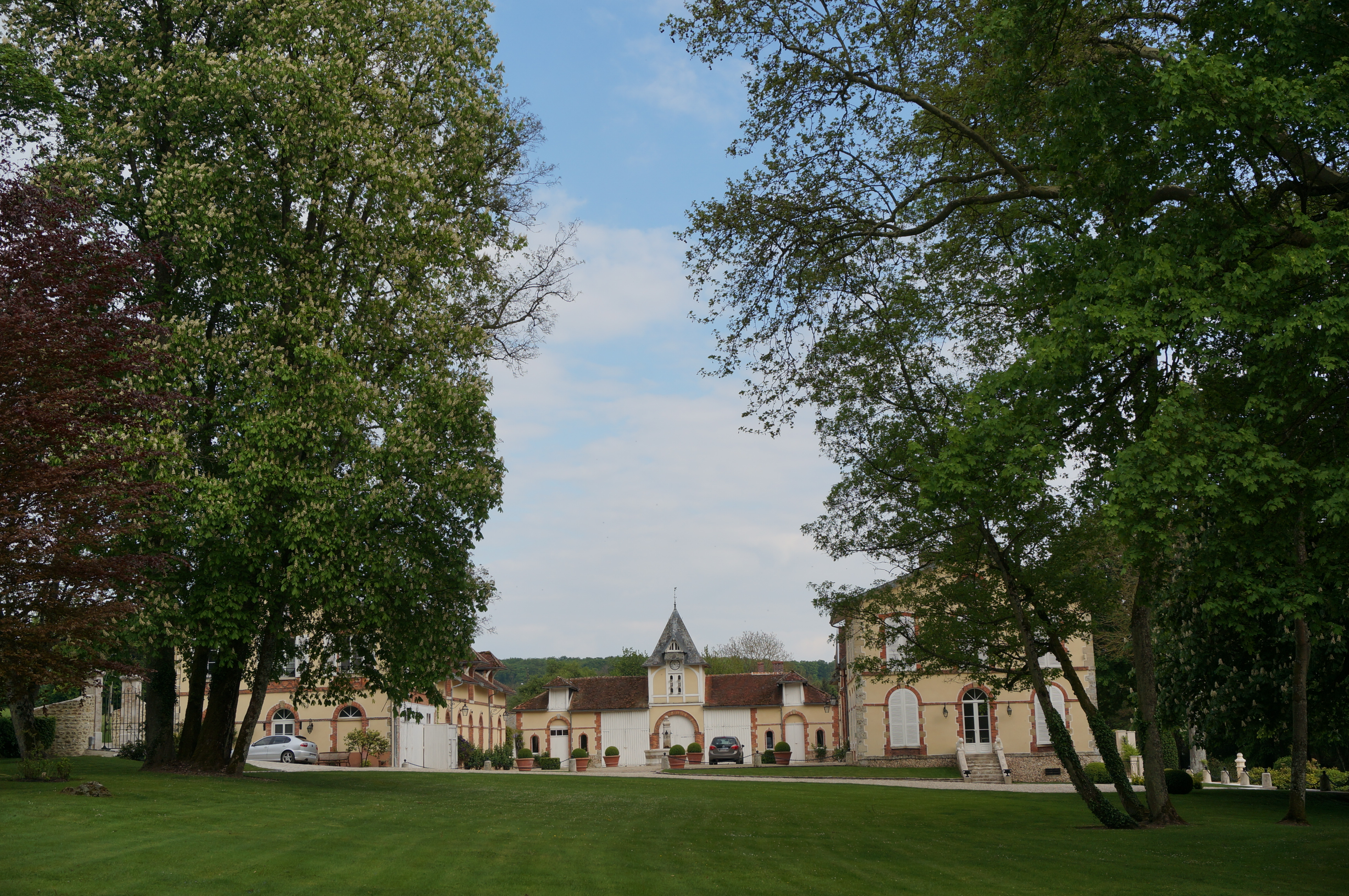
Le château, côté Belin.

### Personnalités liées à la commune
- Henry Merlin (1861-1942) maire du Thoult-Trosnay, sénateur de la Marne, vice-président du Sénat, propriétaire du château du Thoult.